# کوه کوبوتوکه شیرویاما
شیرُویاما (به ژاپنی: 城山 shiroyama) که کوبُوتُوکِه شیروُیاما (به ژاپنی: 小仏城山 kobotoke shiroyama)  نیز خوانده می‌شود در مرز توکیو منطقهٔ هاچی‌اوجی و شهر ساگامی‌هارا در استان کاناگاوا  قرار دارد. این کوه به کوه تاکائو اتصال دارد. 
برای رسیدن به نقطهٔ آغازین مسیر کوه‌پیمایی در ایستگاه ساگامی-کو (相模湖駅) می‌توان از خطوط قطار  جی آر و از خط چوئو-هونسن استفاده کرد.  بعد از این ایستگاه تا ایستگاه اتوبوس چیگیرایا (千木良バス亭) در خیابان  ۲۰  پیاده مسیر را پیمود. طی این مسافت تقریباً نیم  ساعت  طول می‌کشد. راه ورودی به کوه روبروی ایستگاه چیگیرایا قرار دارد. بعد از رسیدن به قله کوبُوتُوکِه شیروُیاما می‌توان از طریق مسیر ایچودائیرا به طرف قلهٔ کوه تاکائو رفت.

## نگارخانه

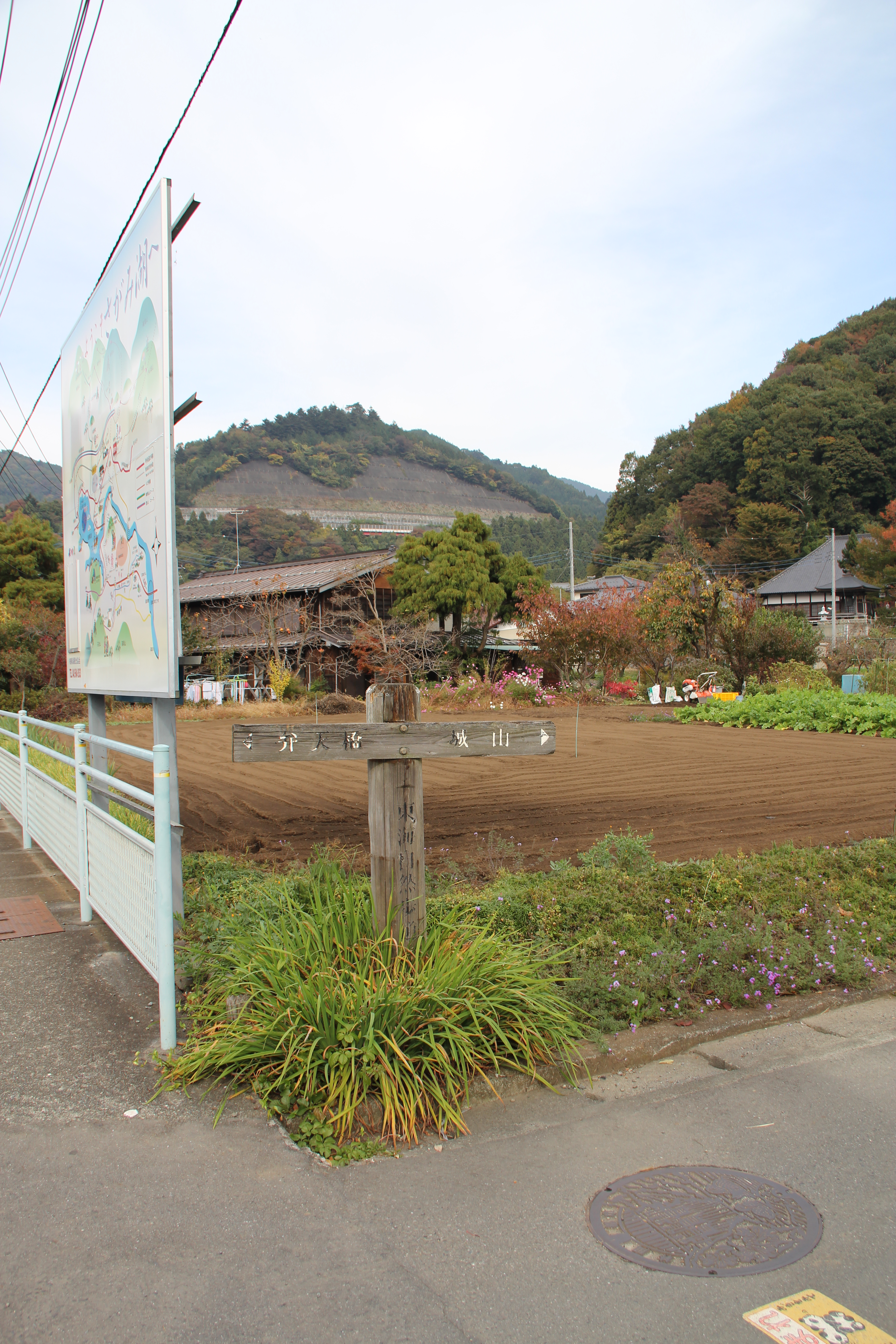
راه ورودی کوه در خیابان ۲۰، روبروی ایستگاه ایچودائیرا.
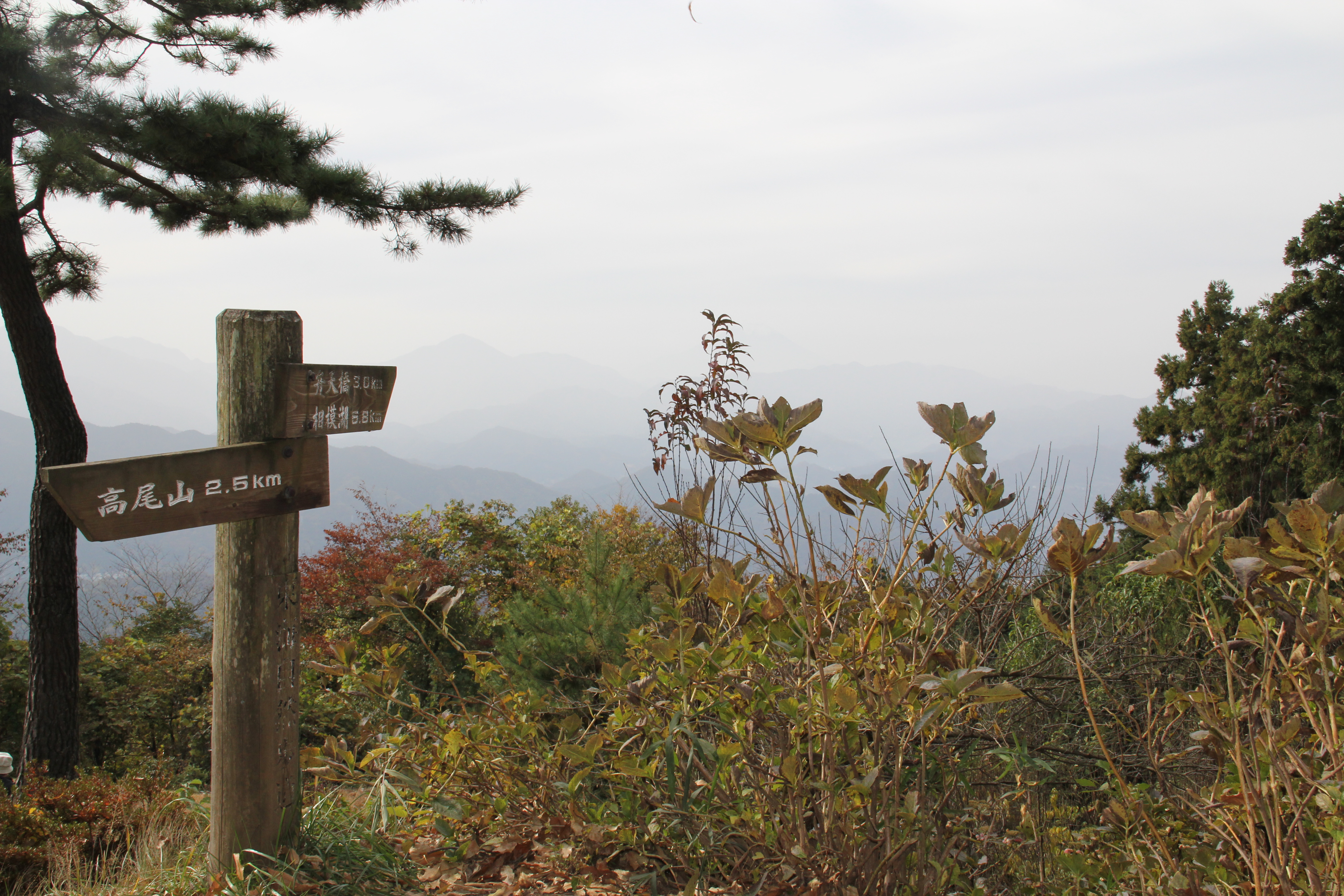
قلهٔ کوه کوبوتوکه شیرویاما
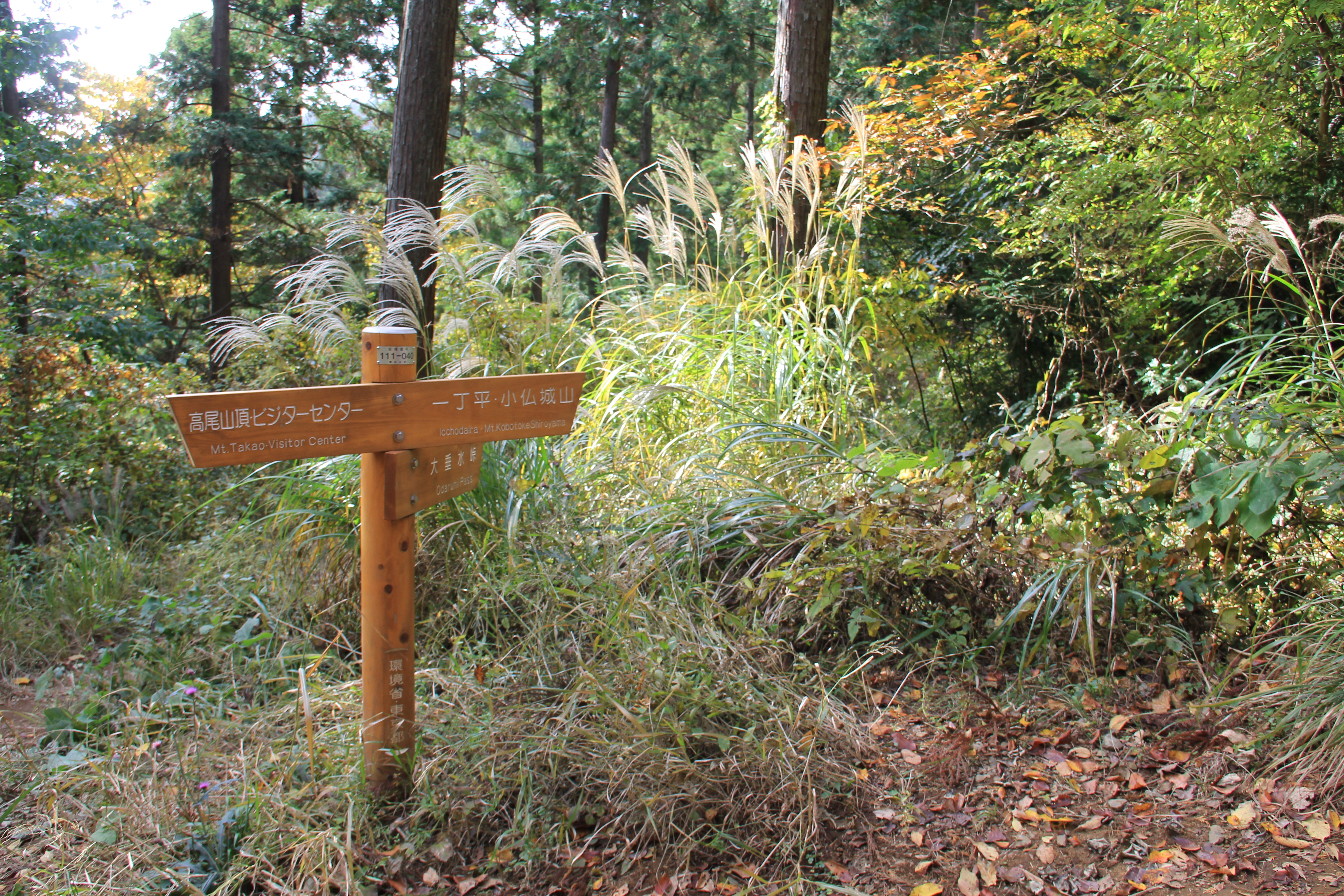
کوه کوبوتوکه شیرویاما
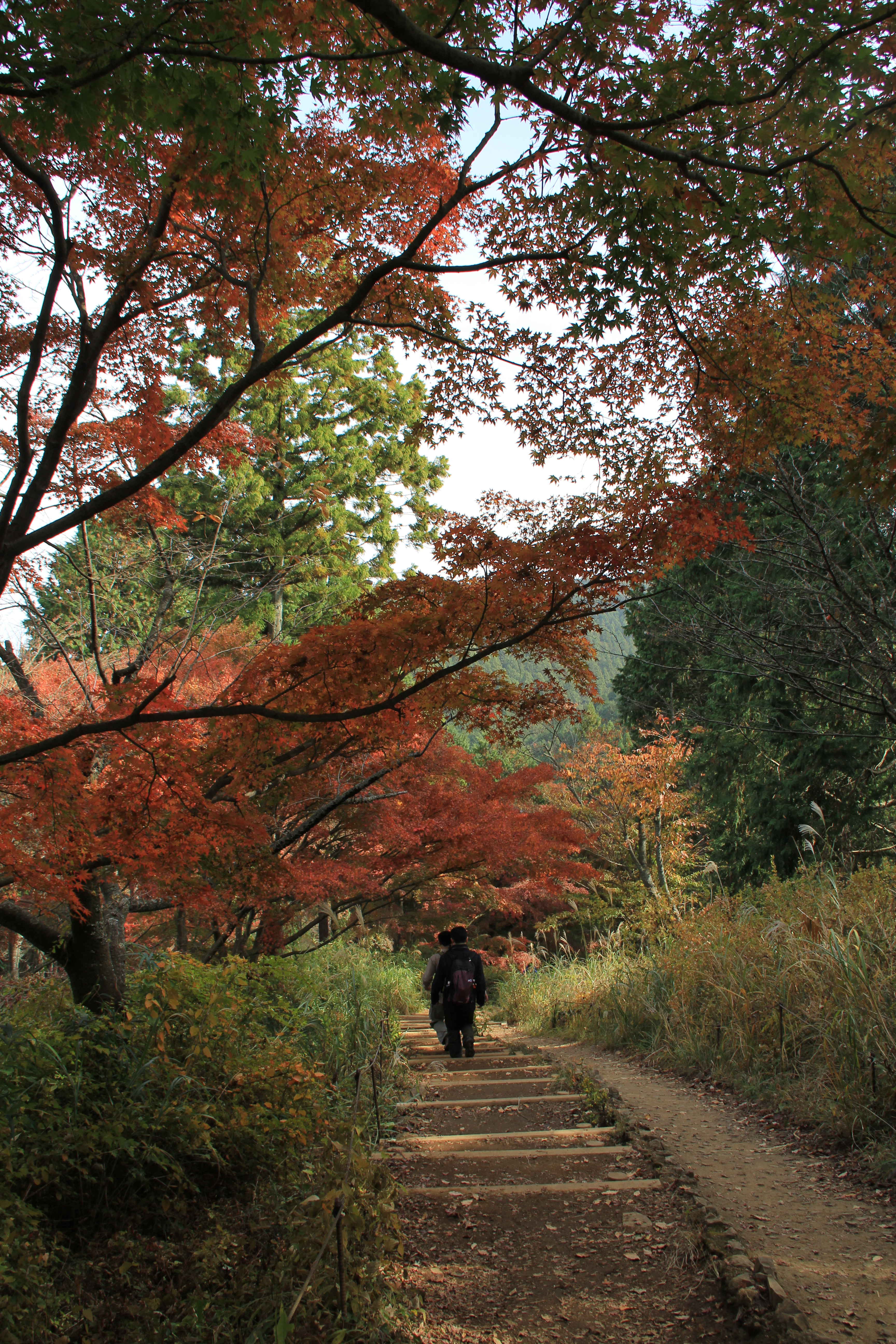
مسیر ایچودائیرا از شیرویاما بطرف قلهٔ کوه تاکائو